# 稲田植元
稲田 植元（いなだ たねもと）は、戦国時代から江戸時代初期にかけての武将。蜂須賀氏の家臣。洲本城代稲田家の祖とされる。

## 生涯
稲田氏は村上源氏の系統。播磨国赤松で浪人していたが、尾張国上四郡を支配した岩倉織田氏（伊勢守家）に取り立てられ、代々家老を務めていた。
天文14年（1545年）、尾張岩倉城主・織田信安の家臣・稲田大炊助貞祐（掃部助とも）の三男として誕生。母は尾張勝幡城主織田信秀の家臣・前野彦四郎の娘。室は織田信安の孫。
しかし父・貞祐は、清洲の織田信長と内通しているという讒言により信安の命によって天文22年（1553年）3月27日に切腹させられた。当時9歳の植元は父の朋友であった蜂須賀正勝に預けられた。なお、貞祐には四男三女があり、長男・景元は父の後を追って同年3月29日に11歳で自殺。次男・景継は永禄元年（1558年）3月29日に伊勢国で戦死。四男・吉勝はのちに植元の養子となっている。
その後、正勝とは義兄弟の契りを結び、共に織田信長の家臣・羽柴秀吉（後の豊臣秀吉）に仕えた。なお、蜂須賀氏との関係性を示す逸話として、秀吉は正勝に播磨龍野5万3千石を与え、植元に河内国2万石を与えようとしたとき、植元は「拙者は小六正勝と兄弟の契りを結び、ともに働かんと約せり。然るに今大封を給はれりとて、河内に赴いては正勝との約束を果たすことが出来ぬ。希くば拙者の請を許され」と固く辞した。これを聞いた秀吉は潔白なる義を重するものとして、多くの引き出物を植元に与えこれを許したといわれている。
秀吉が天下を取ると、四国攻めに功のあった蜂須賀正勝に阿波国一国を与えようとするが正勝はこれを辞退し、天正13年（1585年）に子の家政に阿波一国が与えられた。ところが当時、阿波には未だ多くの有力な土豪、三好氏の残党、土地持ち本百姓の一揆などの勢力があり、また新たに抱えた諸浪人達が家政に反抗する恐れもあり、植元に宛てた正勝の書状には息子の家政をどうぞ宜しくといった内容が書かれている。このため、植元は蜂須賀氏の筆頭家老という形で入国したが、稲田氏は単なる家老ではなく客分であったといわれる。
また、稲田氏は約1万石（のち1万4千石）という大名並みの知行地を与えられており、阿波北部を中心に領した。最初の脇城の城番の際には譜代の家臣88騎を龍野から連れ、阿波で新規家臣を多く召し抱え、約500名となった。脇町の稲田家の猪尻役所に残されていた「稲田家御家中筋目書」という古記録によれば、元・武田氏や加藤清正の家臣など、様々な国の者が家臣にいたという。
特に阿波九城の一つである脇城の城代となると、植元は要所であった同地を独自に発展させた。軍事面では同城を堅牢に大改築し、商業面では楽市・楽座を行い、地子銭も諸役も免除し、商人の自由な出入りを許可し生国も問わなかった。そのため、四国内はもとより、中国地方からも商人が訪れるようになり城下は栄えた。中でも藍商が特に栄え、現在でもこの地方の藍染めは有名になっている。また、「うだつの町」として古い町並みが保存されている。また、豊臣体制に服さない四国の山間武士らや、祖谷山騒動や大栗山一揆に対してこの脇城から制圧に出陣した。
以後も三木合戦、岸和田援兵、小田原征伐、朝鮮出兵など秀吉による合戦に出陣し活躍した。関ヶ原の戦いでは東軍として出陣し、功を上げ500石を受ける。その後は隠居し、宗心と称す。また大坂冬の陣では軍監として活躍し、徳川家康から金100両と衣服を受ける。
寛永5年（1628年）8月18日、脇町の脇城において死去。享年84。脇町の貞真寺に葬られた。